# Ларина (присілок)
Ла́рина (рос. Ларина) — присілок у складі Байкаловського району Свердловської області. Входить до складу Краснополянського сільського поселення.
Населення — 167 осіб (2010, 195 у 2002).
Національний склад населення станом на 2002 рік: росіяни — 98 %.